# بنك القدس (إسرائيل)
بنك القدس مصرف إسرائيلي. تأسس عام 1964.